# Laurent Escure
 (mars 2016).
Si vous disposez d'ouvrages ou d'articles de référence ou si vous connaissez des sites web de qualité traitant du thème abordé ici, merci de compléter l'article en donnant les références utiles à sa vérifiabilité et en les liant à la section « Notes et références ».
Laurent Escure, né le 17 novembre 1970  à Tulle (Corrèze), est un syndicaliste français, secrétaire général de l'Union nationale des syndicats autonomes (UNSA) depuis avril 2019, date à laquelle il a succédé à Luc Bérille. Professeur des écoles, il a été antérieurement responsable local puis national du Syndicat des enseignants de l'UNSA avant d'être élu secrétaire général de la fédération UNSA Éducation de 2012 à 2019.  

## Jeunesse, formation militante et associative
Laurent Escure est né le 17 novembre 1970, à Tulle (Corrèze) dans un milieu modeste et a effectué sa scolarité dans un collège ultérieurement classé en ZEP de Brive. Il commence son engagement militant au lycée de Brive en novembre 1986 en étant l’un des principaux animateurs du mouvement contre le projet Devaquet. 
En septembre 1988, après son baccalauréat, il entame des études d’histoire à l’université de Toulouse. Il adhère à l’Unef-ID. Il devient en 1990 secrétaire général de sa section locale (AGE) de Toulouse dont il  est élu président en 1992. En 1990, il est élu au conseil d’administration de l’université Toulouse le Mirail, puis en devient vice-président étudiant en 1992. En 1993, il intègre le Bureau national de l’Unef-ID dont il est trésorier national de 1994 à 1996. Durant cette période, il poursuit ses études à l’Université Paris-Nanterre.
En 1996, il valide ses enseignements de maîtrise, mais interrompt la préparation de son mémoire pour se consacrer aux premiers mois de sa fille aînée née en juin. De 1996 à 1998, il s’investit dans le militantisme associatif. Il est chef de projet et formateur pour un programme sur la question du VIH auprès de jeunes relais de prévention-santé dans des quartiers sensibles. Il intervient notamment à Hérouville-Saint-Clair (Calvados), Échirolles (Isère) et Toulouse (Mirail et Bellefontaine).

## Parcours professionnel

### Responsable syndical toulousain
Revenu à Toulouse en 1998, Laurent Escure prépare en candidat libre le concours de professeur des écoles. Il est admis sur la liste complémentaire et est recruté comme professeur stagiaire en janvier 1999. Conformément à la réglementation applicable, il intègre l’IUFM de Toulouse en septembre 1999. Dès son entrée à l’IUFM, il adhère au  SE-UNSA et est élu par ses pairs au conseil d’administration.
Titularisé après sa formation, il demande et obtient un poste de remplaçant en zone d’éducation prioritaire au Mirail. Cette nomination lui permet d’enseigner dans  tous les cycles et toutes les classes du primaire, de la petite section de maternelle au CM2. À la rentrée 2000, il est élu dans les instances syndicales départementale et académique du SE-UNSA (conseil syndical de la Haute-Garonne, conseil académique de Toulouse). Il est simultanément élu secrétaire départemental et secrétaire académique « jeunes enseignants ».*
En décembre 2002, il est élu délégué du personnel à la commission paritaire départementale des instituteurs et professeurs des écoles (réélu en 2005). Il représente également l’UNSA Éducation au comité technique paritaire départemental et au conseil départemental de l’Éducation nationale. En avril 2003, Laurent Escure est élu secrétaire départemental du SE-Unsa de Haute-Garonne, mais également secrétaire départemental de la section départementale de la fédération UNSA Éducation. De 2003 à 2007, il représente également l’UNSA Éducation au comité technique paritaire de l’académie de Toulouse ainsi qu’au conseil académique de l’Éducation nationale. Siégeant au bureau de l’union départementale de l’Union nationale des syndicats autonomes, il joue localement un rôle important dans le conflit des retraites de 2003.
Lors du congrès national du SE-UNSA de Saint-Étienne (mars 2004), il est élu au Bureau national du SE-UNSA. En juin 2004, il est élu secrétaire académique du SE-UNSA de l’Académie de Toulouse et secrétaire-adjoint de la section régionale Midi-Pyrénées de l’UNSA Éducation.

## Responsable national du Syndicat des enseignants et du CNAL
En mars 2007, il est élu secrétaire national du Syndicat des enseignants-UNSA (SE-UNSA) au congrès de La Rochelle dans l’équipe que conduit alors Luc Bérille. Il y assure le suivi des questions de société et des questions internationales à la suite du départ en retraite de Jean-Louis Biot. Dès cette période, il siège dans les organismes directeurs de la fédération UNSA Éducation et notamment son Exécutif national. Il devient membre du Conseil national de l’UNSA. Responsable du dossier laïque au SE-UNSA, il assume, conformément à la tradition, les fonctions de secrétaire général du Comité national d'action laïque (CNAL). Il joue également un rôle moteur dans l’élaboration de l’« Appel national pour l’École publique » de 2010 qui réunit une cinquantaine d’organisations nationales, de nombreuses associations locales et qui rassemble plus de 300 000 signatures.
Il est élu en 2007 puis réélu en 2009 au comité exécutif du Comité Syndical Européen de l’Éducation (CSEE) où il représente l’UNSA Éducation. C’est dans ce cadre qu’il participe aux congrès de l’Internationale de l’Éducation de Berlin (2007) et du Cap (2011). Depuis 2007, Laurent Escure est, au titre du SE-UNSA, membre du conseil d’administration de l’association Solidarité laïque.

### Secrétaire général de l'UNSA Éducation
En novembre 2011, Patrick Gonthier, secrétaire général de la Fédération UNSA éducation, fait le choix personnel de ne pas se représenter pour conduire l'équipe fédérale qui doit être désignée à l'occasion du prochain congrès. Avec l'accord de son syndicat d'origine, la candidature de Laurent Escure au secrétariat général est alors annoncée. Le 7 décembre 2011, la liste qu'il conduit pour l'élection du Secrétariat national est la seule enregistrée. L'élection intervient dans le cadre du congrès national d'Angers de la Fédération qui a lieu début mars 2012. Conformément aux statuts de la Fédération, le Conseil national de l’UNSA Éducation, réuni le 30 mars 2012 avant la clôture du congrès, procède à l'élection du nouveau Secrétariat national et élit la liste qu'il conduit comme candidat au secrétariat général.
Laurent Escure a depuis également été élu secrétaire général adjoint de l'UNSA Fonction publique (au titre du versant «Fonction publique de l'État»). Il est membre du Conseil commun de la Fonction publique et du Conseil supérieur de la Fonction publique de l'État, mais également du Conseil supérieur de l'Éducation. Dans le champ de l'éducation comme dans celui de la Fonction publique, il porte clairement une ligne réformiste assumée. 
Le 30 mars 2016, pendant le congrès national de Grenoble de l'UNSA Éducation (29-31 mars 2016), Laurent Escure est réélu à la tête d'une équipe largement renouvelée, rajeunie et féminisée.

### Secrétaire général de l'UNSA
Luc Bérille, secrétaire général de l'UNSA, ayant fait le choix de remettre son mandat au congrès de Rennes prévu en mars-avril 2019), Laurent Escure est pressenti, sur sa proposition, pour assurer sa succession. Laurent Escure remet ses mandats de secrétaire général de l'UNSA Éducation et de secrétaire général adjoint de l'UNSA Fonction publique . Il est remplacé par Frédéric Marchand qui est élu secrétaire général de l'UNSA Éducation le 13 mars 2018, dans le cadre d'une succession également préparée. En 2018, Laurent Escure est auditeur du cycle des hautes études pour le développement économique (ministère de l'Économie)
Au Conseil national des 21-22 mars 2018, Laurent Escure est officiellement élu membre du secrétariat national de l'UNSA où il est chargé de l'action revendicative. Seul candidat déclaré dans le cadre de la préparation du congrès, Laurent Escure conduit une liste doublement paritaire de 7 femmes et 7 hommes, 7 militantes et militants issus du secteur privé et 7 du secteur public. Cette liste est élue à l'unanimité par le conseil national réuni, à l'occasion du congrès de Rennes, le 4 avril 2019. En 2020, il est nommé membre titulaire de la commission consultative pour l'Organisation internationale du travail.
En juin 2021, il publie Cultivons le JE démocratique. Pour une immunité collective (entretiens avec Madani Cheurfa, éditions de l'Aube).
Secrétaire général de l'UNSA, il la représente dans l'intersyndicale nationale qui combat pendant des mois le mouvement social contre le projet de réforme des retraites en France de 2023.

## Publications
- Cultivons le Je démocratique. Pour une immunité collective. Entretiens avec Madani Cheurfa, éditions de l’Aube, collection « Paroles d’acteurs », F-86240 La Tour d’Aigues, 2021, 224 p., 17 €  (ISBN 978-2-8159-4612-4).
- Blog personnel : https://laurent-escure.org/